# Cantonul Saint-Junien-Ouest
Cantonul Saint-Junien-Ouest este un canton din arondismentul Rochechouart, departamentul Haute-Vienne, regiunea Limousin, Franța.

## Comune
| Comune              | Populație (1999) | Cod poștal | Cod INSEE |
| ------------------- | ---------------- | ---------- | --------- |
| Chaillac-sur-Vienne | 1.133            | 87200      | 87030     |
| Saillat-sur-Vienne  | 807              | 87720      | 87131     |
| Saint-Junien        | 6.333            | 87200      | 87154     |